# Antarchaea silona
Antarchaea silona är en fjärilsart som beskrevs av William Schaus 1893. Antarchaea silona ingår i släktet Antarchaea och familjen nattflyn. Inga underarter finns listade i Catalogue of Life.